# Pfarrkirche Tattendorf

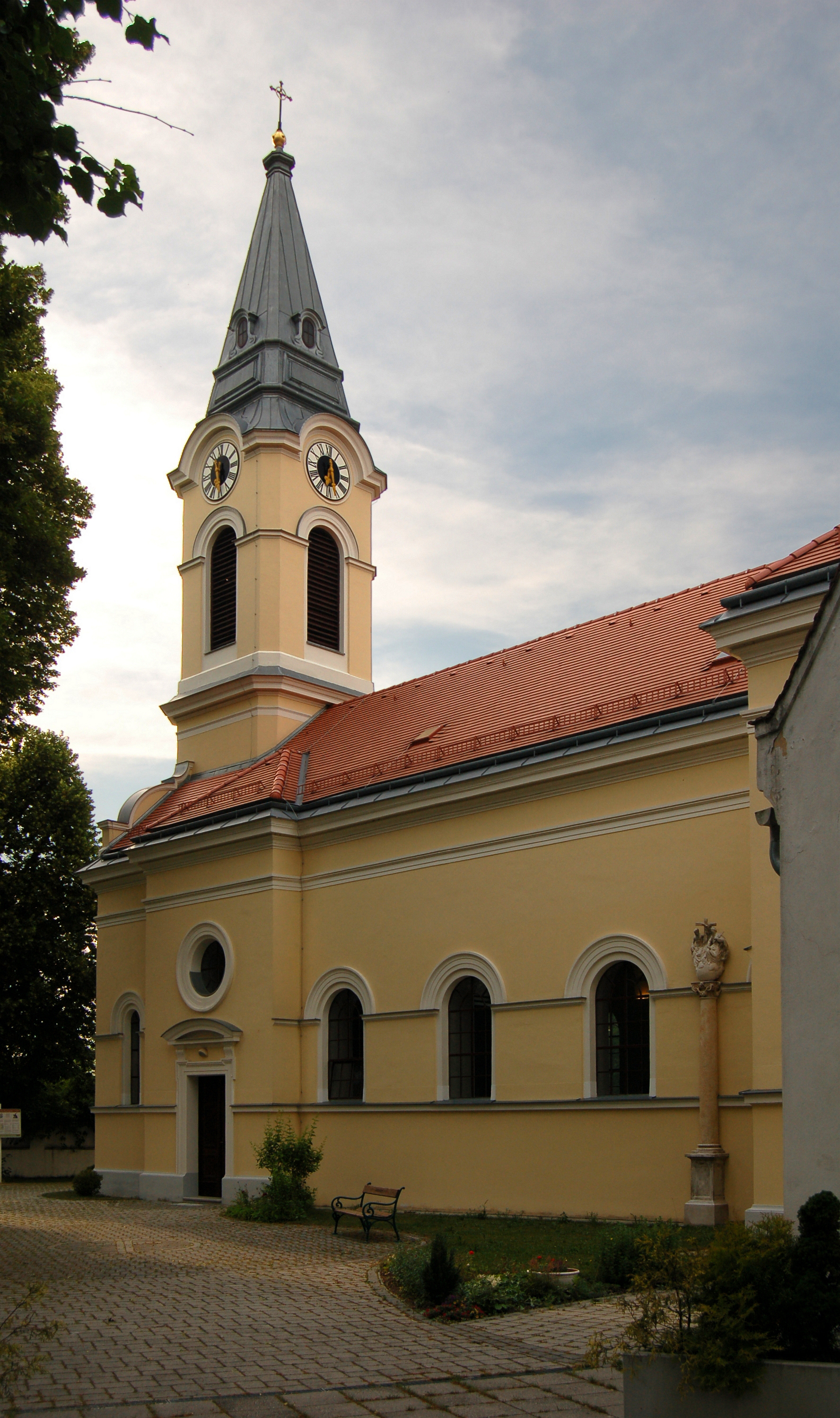
Katholische Pfarrkirche hl. Maria im Elend in Tattendorf

Die römisch-katholische Pfarrkirche Tattendorf steht auf freiem Feld im Nordwesten des Ortes der Gemeinde Tattendorf im Bezirk Baden in Niederösterreich. Die dem Patrozinium Maria im Elend unterstellte Pfarrkirche gehört zum Dekanat Baden in der Erzdiözese Wien. Die ehemalige Wehrkirche und der ehemalige Friedhof stehen unter Denkmalschutz (Listeneintrag).

## Geschichte
Wahrscheinlich ursprünglich zur Pfarrkirche Traiskirchen gehörig wurde nach 1312 die eigene Pfarre dem Stift Melk inkorporiert. 1544 wieder eine Filiale von Traiskirchen wurde die Pfarre 1585 dem Stift Klosterneuburg inkorporiert.
Die Kirche wurde 1412 urkundlich genannt. Der mittelalterliche Bau wurde 1683 (Zweite Wiener Türkenbelagerung) zerstört. Der Neubau wurde von 1693 bis 1695 errichtet. Nach 1873 wurden der Turm, das Orgelchorjoch, die Sakristei und die Beichtkapelle mit einem Oratorium errichtet.

## Architektur
Die ehemalige Wehrkirche auf freiem Feld wird vom Pfarrhof, Wirtschaftsgebäuden und der ehemaligen Friedhofsmauer umgeben.
Das Kirchenäußere wurde durch die Umbauten im 19. Jahrhundert stark verändert und vereinheitlicht, am Ostchor steht südlich die Beichtkapelle, das südliche Chorfenster wurde im 19. Jahrhundert vergrößert und das östliche Chorfenster vermauert. Im Westen bildet der Turm mit einem Spitzhelm und die gestaffelten Nebenräume die Westfront, die nach 1873 dem barocken Langhaus vorgestellt wurde. An der südlichen Langhausfassade steht auf einem Postament eine Dreifaltigkeitssäule sowie über einem Kapitell mit Fruchtgirlanden eine Dreifaltigkeitsgruppe aus der ersten Hälfte des 18. Jahrhunderts.
Das Kircheninnere zeigt einen dreijochigen barocken Saalraum mit gedrückten Proportionen auf seichten Wandpfeilerarkaden unter einem Tonnengewölbe mit tiefen Stichkappen auf Gurtbögen und Scheitelringen mit einer einheitlichen farblichen Marmorierung aus dem Ende des 19. Jahrhunderts. Das Triumphbogenwand gehört zum Chor mit einem deutlichen Achsknick des Langhauses. Der eingezogene zweijochige niedrigere gotische fast quadratische Chor mit einem geraden Schluss hat ein Kreuzrippengewölbe auf gekehlten Anläufen mit kleinen floral ornamentierten Schlusssteinen aus der zweiten Hälfte des 14. Jahrhunderts.

## Ausstattung
Der neugotische Hochaltar aus dem vierten Viertel des 19. Jahrhunderts zeigt das Altarbild Gnadenstuhl in einem spitzbogigen Rahmen unter einem steilen Wimperg, die seitlichen übergiebelten Figurennischen tragen die Heiligen Agnes links und Leopold rechts. Unter der Orgelempore befindet sich das Leinwandbild Hl. Dreifaltigkeit in einem Rokokorahmen wohl als ursprüngliches Hochaltarbild wohl aus dem Umkreis von Martin Johann Schmidt aus dem dritten Viertel des 18. Jahrhunderts.
Die Orgel mit 8 Registern baute Johann M. Kauffmann in 1900.